# Dasymys rufulus
Dasymys rufulus је врста глодара из породице мишева (Muridae).

## Распрострањење
Ареал врсте Dasymys rufulus обухвата већи број држава. Врста има станиште у Нигерији, Камеруну (непотврђено), Сенегалу, Малију, Бенину, Обали Слоноваче, Гани, Гвинеји, Гвинеји Бисао, Либерији, Сијера Леонеу и Тогу.

## Станиште
Станиште врсте су мочварна подручја.

## Угроженост
Ова врста је наведена као последња брига, јер има широко распрострањење и честа је врста.